# Kyrgyzstan
Kyrgyzstan (phiên âm tiếng Việt: "Cư-rơ-gư-xtan", tiếng Kyrgyz: Кыргызстан; tiếng Nga: Киргизия, tuỳ từng trường hợp còn được chuyển tự thành Kirgizia hay Kirghizia, đọc như "Ki-rơ-ghi-zi-a") (đánh vần theo IPA: /ˈkiəːgɪstan/), tên chính thức Cộng hòa Kyrgyzstan, là một quốc gia tại Trung Á. Nằm kín trong lục địa và nhiều đồi núi, nước này giáp biên giới với Kazakhstan ở phía bắc, Uzbekistan ở phía tây, Tajikistan ở phía tây nam và Trung Quốc ở phía đông nam.
Theo những con số ước tính tháng 8 năm 2016, dân số nước này là 6.088.000 người với đa số (72,6 phần trăm) là tín đồ Hồi giáo. Thủ đô và thành phố lớn nhất của Kyrgyzstan là Bishkek.

### Thời kỳ Xô viết

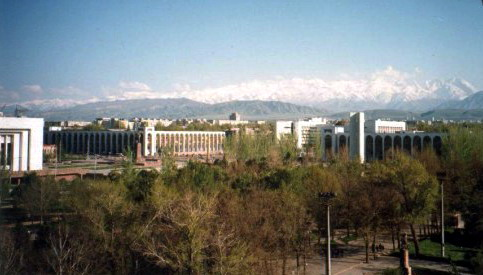
Bishkek

## Chính trị

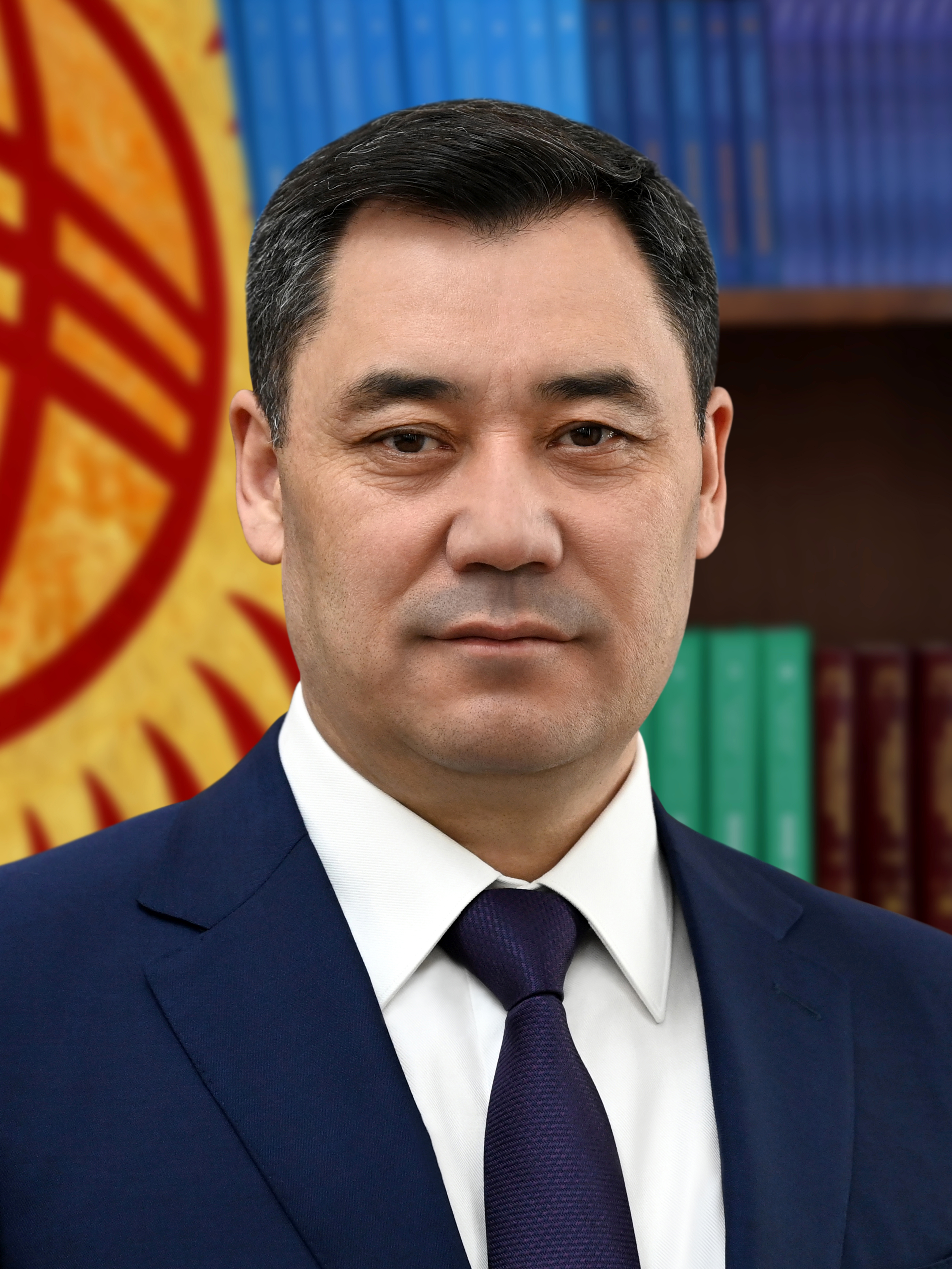
Tổng thống Sadyr Japarov

## Phân chia hành chính

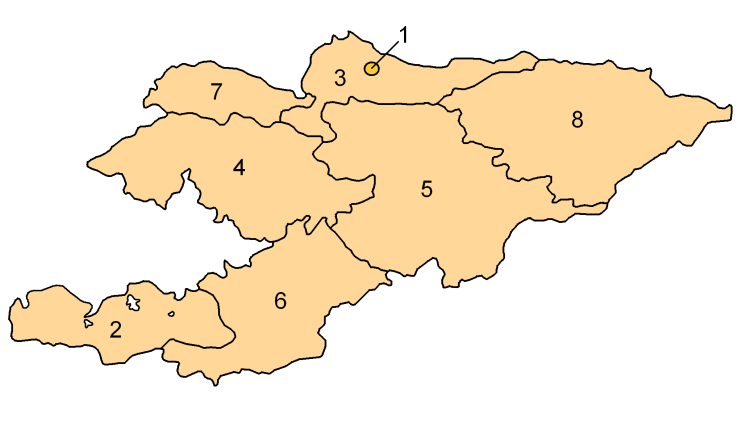
Bản đồ phân chia hành chính Kyrgyzstan.

## Địa lý

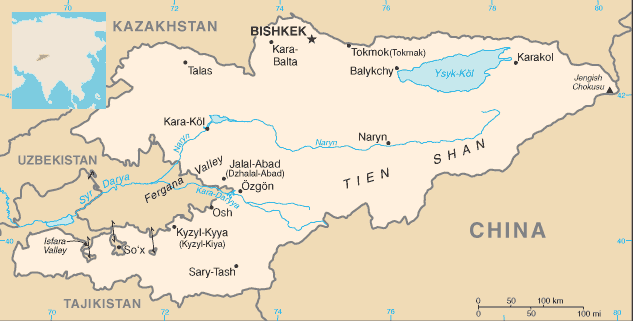
Bản đồ Kyrgyzstan

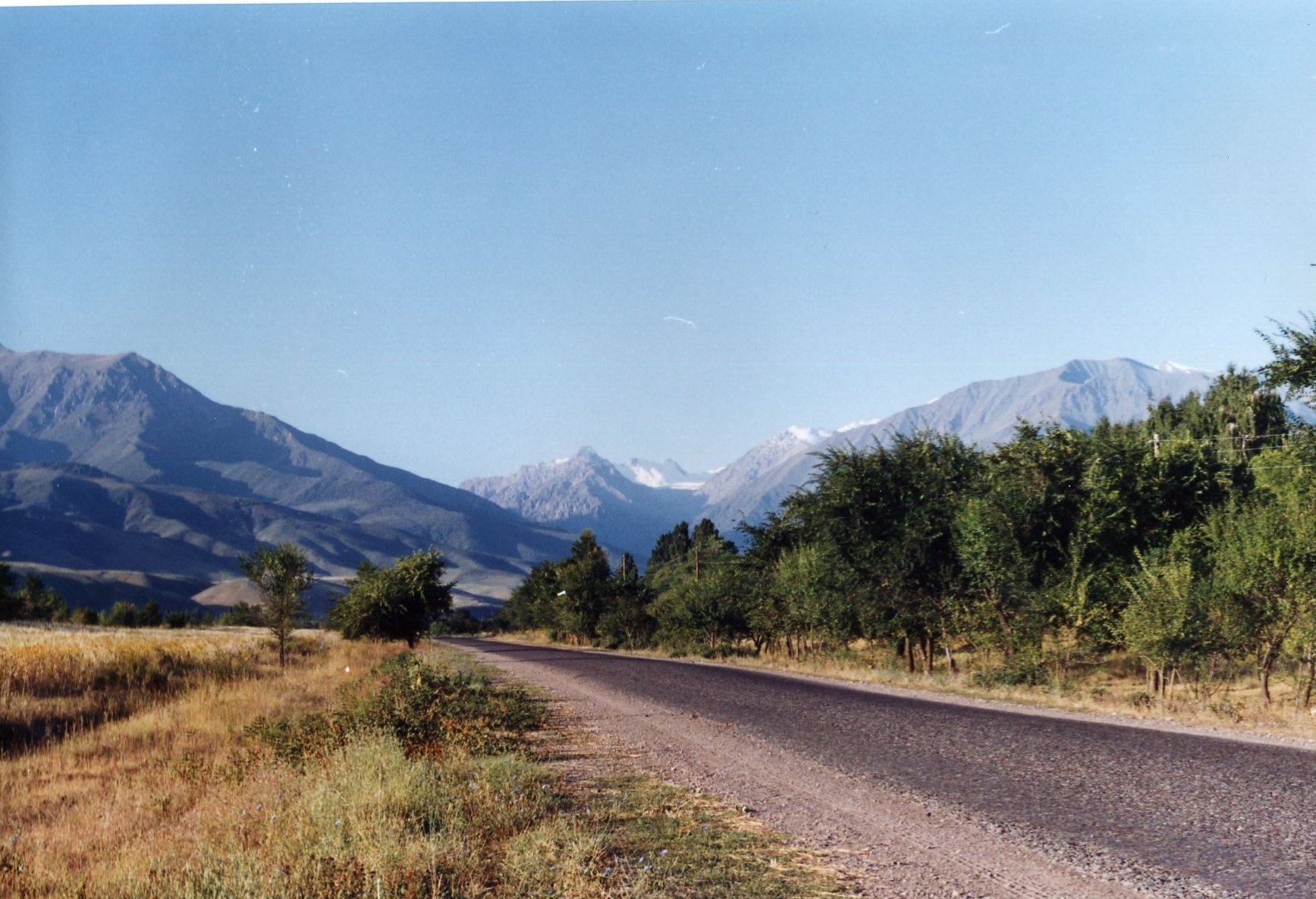
Phong cảnh Ala Archa phía ngoài Bishkek

## Kinh tế

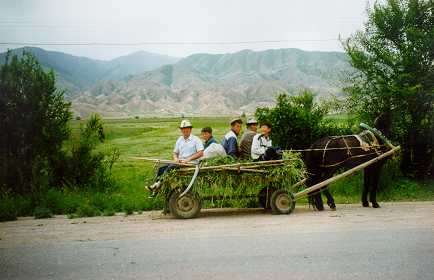

## Nhân khẩu

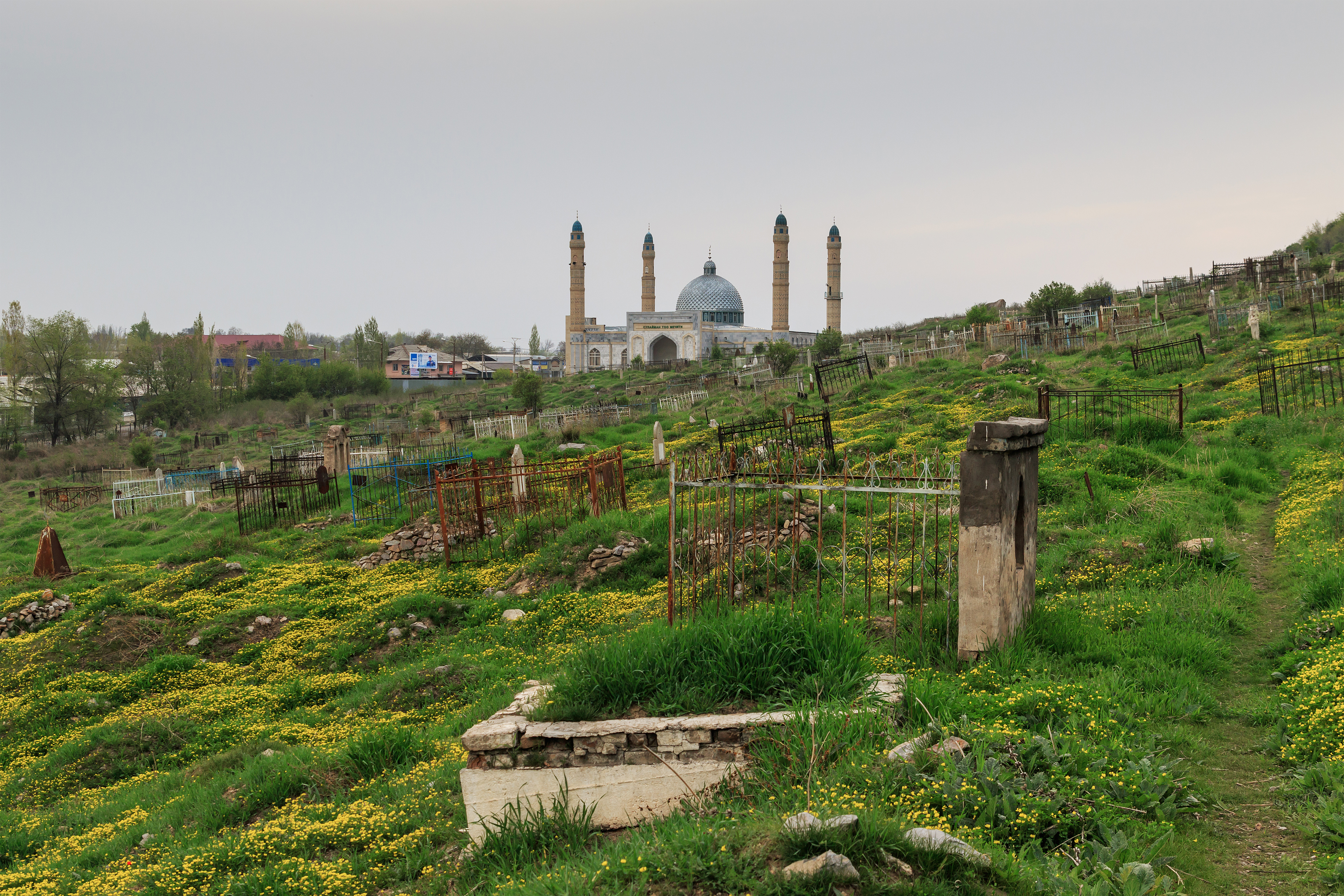
Các ngôi mộ truyền thống